# Dzeržinskij (Russia)
Dzeržinskij (in russo Дзержинский?; anche traslitterata come Dzerzhinskij o Dzerzhinsky) è una cittadina della Russia europea centrale, compresa nell'oblast' di Mosca e situata sulle sponde del fiume Moscova.
La storia della città è legata a quella del monastero di Nikolo-Ugrešskij, voluto da Dmitrij Donskoj per celebrare la vittoria contro mongoli e tatari nella battaglia di Kulikovo del 1380. Nel 1920, subito dopo l'ascesa al potere dei comunisti, il monastero venne ridestinato dapprima a orfanotrofio, successivamente trasformato in una comune di lavoro da Feliks Dzeržinskij; a qualche anno dopo risale la fondazione di un insediamento operaio nei dintorni dell'ex monastero, che mantenne il nome di Dzeržinskij, che ricevette nel 1938 lo status di insediamento di tipo urbano (posëlok gorodskogo tipa) e, nel 1981, lo status di città.
Dzeržinskij è principalmente un centro industriale (chimico, costruzioni) ed è sede di una centrale di cogenerazione.

## Società

### Evoluzione demografica
Fonte: mojgorod.ru
- 1979: 30.800
- 1989: 36.100
- 2002: 41.488
- 2007: 43.900